# Praja, Bacău
Praja este un sat în comuna Motoșeni din județul Bacău, Moldova, România.